# Ligação dissulfeto
Em Química, uma ligação dissulfeto, em nomenclatura mais antiga ligação dissulfureto, é uma ligação covalente simples resultante da junção de dois grupos tiol. A ligação é por vezes designada ponte dissulfeto (ou dissulfureto). Formalmente, a ligação é denominada persulfureto, por analogia à ligação peróxido (R-O-O-R', em que R e R' são radicais orgânicos), mas esta terminologia é raramente usada fora da Bioquímica, Química Bioinorgânica e Química Bioorgânica.
As ligações dissulfureto são formadas a partir da oxidação de grupos sulfidrilo (ou tiol, -SH). Também existem ligações trissulfureto quando se trata de três átomos de enxofre ligados em série; formalmente, essa ligação é, no entanto, duas ligações dissulfureto consecutivas.

Formação de uma ligação dissulfureto entre duas cadeias laterais de cisteína numa proteína.

## Em proteínas
Ponte dissulfeto é uma das quatro forças que estabilizam as proteínas. A ponte dissulfeto é formada entre dois resíduos de cisteína, por uma reação de oxidação catalisada por enzimas específicas, pontes dissulfeto são raramente encontradas em proteínas intracelulares, sendo mais frequentes em proteínas secretadas para o meio extracelular.  Este é o caso da Insulina (um hormônio peptídeo sintetizado no pâncreas), cuja estrutura molecular consiste em duas cadeias polipeptídicas ligadas por três pontes dissulfeto. Tais ligações mostram-se essenciais, uma vez que sua ruptura irá provocar a perda total da atividade biológica da molécula de Insulina.
As ligações dissulfureto têm um papel importante na manutenção da estrutura de algumas proteínas, em particular proteínas que são excretadas para o meio extracelular. Como a maioria dos ambientes intracelulares têm um carácter redutor, as ligações dissulfureto são, com algumas exceções, instáveis no citoplasma.

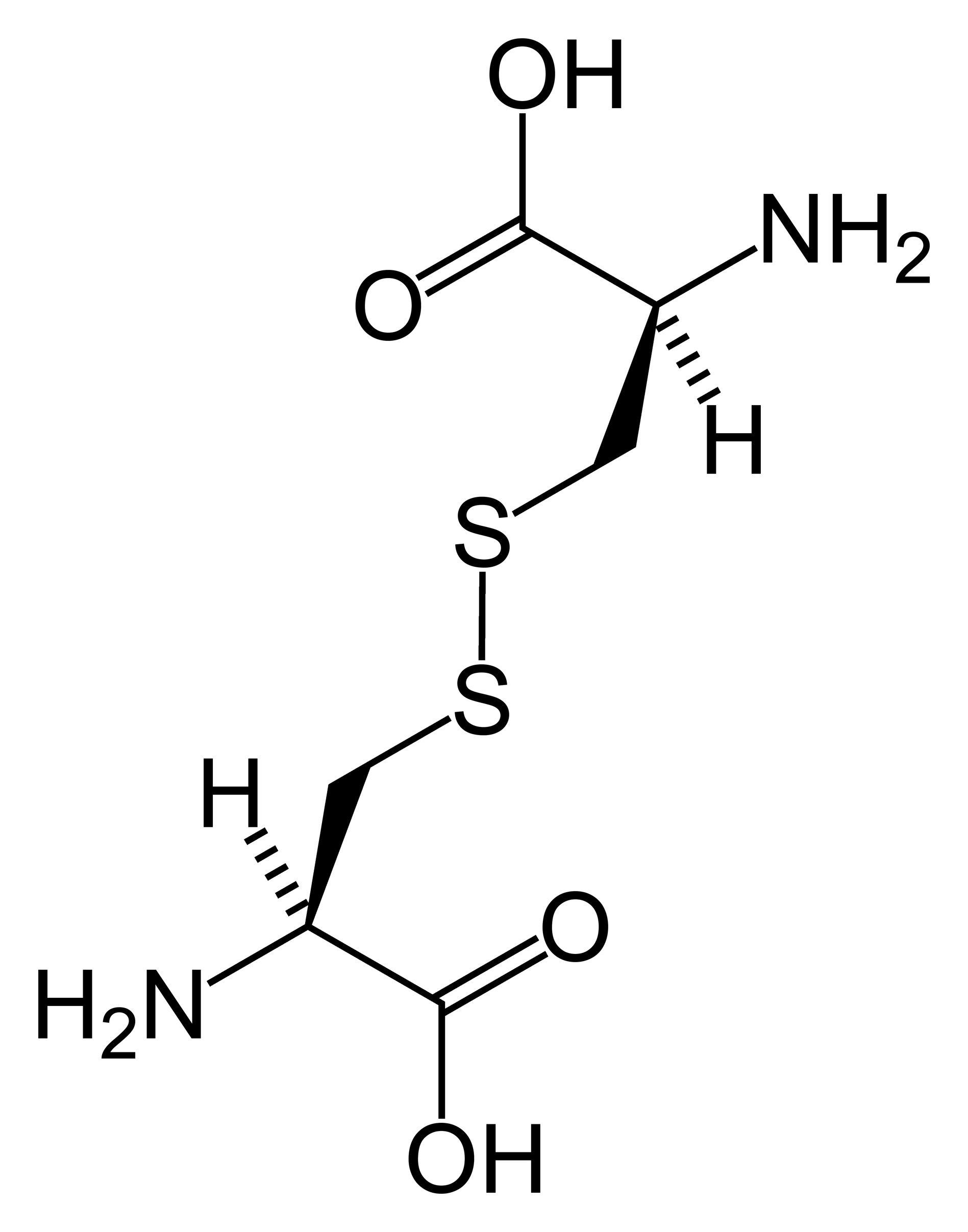
A cistina (representada aqui na sua forma não ionizada) é composta por duas cisteínas ligadas por uma ligação dissulfureto.

Em proteínas, as ligações dissulfureto são formadas entre grupos tiol de resíduos de cisteína. A metionina, o outro aminoácido contendo enxofre, é incapaz de formar este tipo de ligação. Para denotar a ligação, faz-se normalmente referência aos resíduos de cisteína que participam na mesma, por exemplo "Cys26-Cys84", ou mais simplesmente "C26-C84". A cistina é um dipéptido formado por duas cisteínas, considerando-se como o protótipo deste tipo de ligação.
A estrutura de uma ligação dissulfureto pode ser descrita pelo seu ângulo diedral {\displaystyle \chi _{ss}} entre os átomos {\displaystyle C^{\beta }-S^{\gamma }-S^{\gamma }-C^{\beta }}, e é normalmente próximo de 90º.
A ligação dissulfureto estabiliza o enrolamento proteico de diversas formas:
1. Mantêm porções da proteína juntas, tornando-a mais estável se enrolada de forma correta, ou seja, estruturas em que não ocorre enrolamento correto da proteína são termodinamicamente menos estáveis.
2. A ligação pode fazer parte de um núcleo hidrofóbico da proteína, isto é, resíduos hidrofóbicos poderão concentrar-se na zona da ligação interagindo através de interacções hidrofóbicas.

Como resultado destes efeitos, uma ligação dissulfureto aumenta efectivamente a concentração local de resíduos de aminoácidos e diminui a quantidade de moléculas de água nessa zona. Como as moléculas de água podem destruir ligações de hidrogénio, desestabilizando estruturas secundárias, a ligação dissulfureto ajuda também na estabilização deste nível de estrutura proteica.
Ligações dissulfeto em proteínas são formadas por reações câmbio tiol-dissulfeto.
é um emparelhamento particular de cisteínas em uma proteína com ligações dissulfeto e é geralmente representado listando as ligações dissulfeto entre parênteses, por exemplo, as "espécies de dissulfeto (26-84, 58-110)".
Um  conjunto dissulfeto  é um agrupamento de todas as espécies de dissulfeto com o mesmo número de ligações dissulfeto e é geralmente denotado como o conjunto 1S, o conjunto 2S, etc. para espécies de dissulfeto tendo uma, duas, etc. ligações dissulfeto. Assim, a espécie (26-84) de dissulfeto pertence ao conjunto 1S, enquanto a espécie (26-84, 58-110) pertence ao conjunto 2S. A única espécie sem ligações dissulfureto é normalmente denotada como R para "totalmente reduzida". Sob condições típicas,  rearranjo de dissulfeto é muito mais rápido do que a formação de novas ligações dissulfeto ou sua redução; portanto, as espécies de dissulfeto dentro de um conjunto se equilibram mais rapidamente do que entre conjuntos. A forma nativa de uma proteína é geralmente uma única espécie de dissulfeto, embora algumas proteínas possam circular entre alguns estados de dissulfeto como parte de sua função, por exemplo, tiorredoxina. Em proteínas com mais de duas cisteínas, podem ser formadas espécies de dissulfeto não nativas, que quase sempre são desdobradas. Conforme o número de cisteínas aumenta, o número de espécies não nativas aumenta fatorialmente. O número de maneiras de formar ligações dissulfeto  p  a partir de resíduos de cisteína  n  é dado pela fórmula :
{\textstyle \ frac{n!}{p!\ (n-2p)!\ 2^{p}}}
Por exemplo, uma proteína de oito cisteína, como ribonuclease A, tem 105 espécies diferentes de quatro dissulfeto, apenas uma das quais é a espécie de dissulfeto nativa. Foram identificadas isomerases que catalisam a interconversão de espécies de dissulfeto, acelerando a formação das espécies de dissulfeto nativas. As espécies de dissulfeto que têm apenas ligações dissulfeto nativas (mas não todas) são denotadas por  des  seguido pela falta de ligação (ões) dissulfeto nativa (s) entre colchetes. Por exemplo, a espécie dissulfeto des [40-95] tem todas as ligações dissulfeto nativas, exceto aquela entre as cisteínas 40 e 95. As espécies dissulfeto que carecem de uma ligação dissulfeto nativa são frequentemente dobradas, particularmente se a ligação dissulfeto ausente for exposta ao solvente na proteína nativa dobrada.

## Procariontes
As ligações dissulfeto desempenham um papel protetor importante para bactérias como um interruptor reversível que liga ou desliga uma proteína quando as células bacterianas são expostas a reações de oxidação. Peróxido de hidrogênio ( H  2   O  2 ) em particular pode danificar gravemente DNA e matar a  bactéria em baixas concentrações se não fosse pela ação protetora da ligação SS.

## Na borracha
As ligações dissulfeto também desempenham um papel significativo na vulcanização de borracha.

## Eucariontes
Em células eucarióticas, as ligações dissulfeto são geralmente formadas no lúmen do RER (retículo endoplasmático rugoso), mas não no citosol. Isso se deve ao ambiente oxidativo do  ER e ao ambiente redutor do citosol. Assim, as ligações dissulfeto são encontradas principalmente em proteínas secretoras, proteínas lisossomais e nos domínios exoplasmáticos de proteínas de membrana. Existem exceções notáveis a esta regra. Várias proteínas citosólicas têm resíduos de cisteína próximos uns dos outros que funcionam como sensores de oxidação; quando o potencial redutor da célula falha, eles oxidam e desencadeiam mecanismos de resposta celular.
O vírus Vaccinia também produz proteínas citosólicas e peptídeos que possuem muitas ligações dissulfeto; embora a razão para isso seja desconhecida, presumivelmente eles têm efeitos protetores contra a maquinaria de proteólise intracelular. As ligações dissulfeto também são formadas dentro e entre as protamina s no esperma cromatina de muitas espécies de  mamífero.

## No cabelo e penas

### Cabelo
O cabelo é um polímero biológico, com mais de 90% de seu peso seco feito de proteínas que são chamadas de queratina. Em condições normais, o cabelo humano contém cerca de 10% de água, o que modifica consideravelmente suas propriedades mecânicas. As proteínas do cabelo são mantidas juntas por ligações dissulfeto, a partir do aminoácido cisteína.
Essas ligações são muito fortes. Por exemplo, cabelos virtualmente intactos foram recuperados de tumbas egípcias antigas, e as ligações dissulfeto também fazem com que os cabelos (e penas que têm queratinas semelhantes) sejam extremamente resistentes às enzimas digestivas de proteínas. Diferentes partes do cabelo e da pena têm diferentes níveis de cisteína, resultando em um material mais duro ou mais macio. Romper e fazer ligações dissulfeto governa o fenômeno dos cabelos ondulados ou crespos. É quebrar e refazer as ligações dissulfeto, que são a base para a onda permanente no penteado.

### Penas
Nas penas, o alto teor de dissulfeto dita o alto teor de enxofre dos ovos de pássaros, que precisam conter enxofre suficiente para os pintinhos obterem a penagem. Tanto no cabelo quanto nas penas, o alto teor de enxofre devido ao alto número de dissulfetos provoca o cheiro desagradável do material na queima.

## Na química orgânica
A clivagem de dissulfeto de zinco é uma reação orgânica clássica em que um dissulfeto é convertido em um haleto de enxofre RSX, com X=Br ou Cl, por reação com bromo ou cloro.